# Lac Vert (Passy)
Pour les articles homonymes, voir Lac Vert.
Le lac Vert est un lac naturel français situé en Haute-Savoie, sur la commune de Passy. Il se caractérise par une eau transparente et dont la teinte verte qui lui a conféré son nom résulte de la présence de cyanobactéries. Le lac est un site naturel classé depuis le 14 juin 1909.

## Géographie

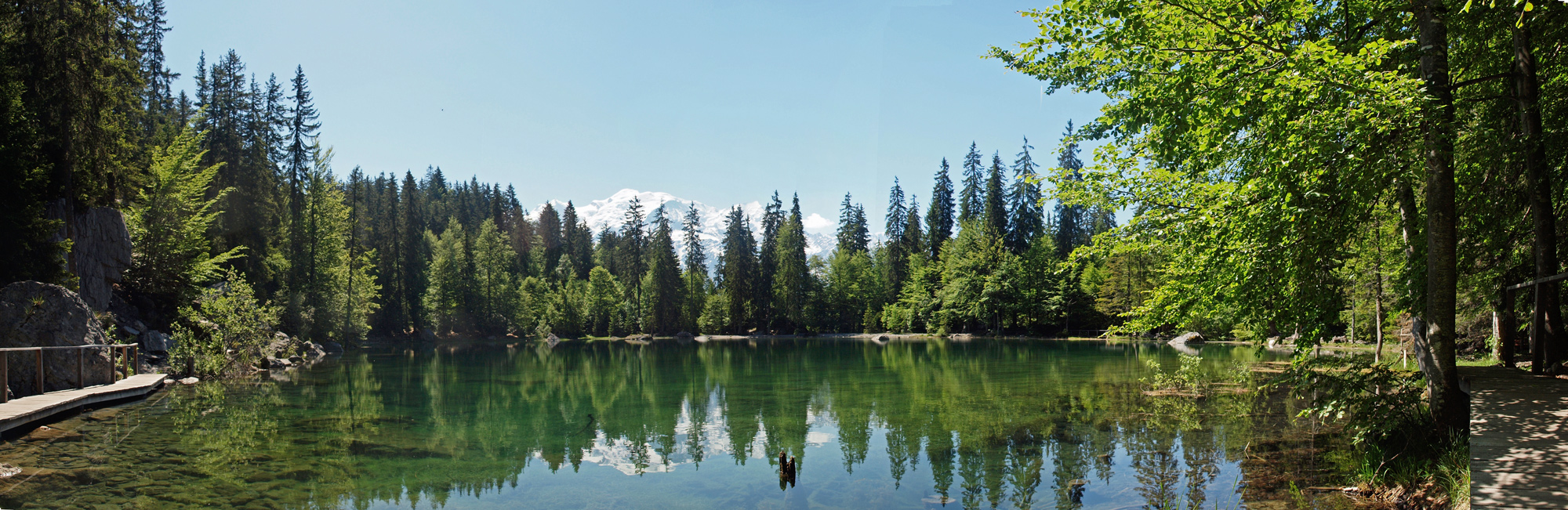
Vue panoramique depuis la rive nord.

Le lac Vert se situe sur le versant sud des rochers des Fiz dans le prolongement du plateau d'Assy. Cinq rochers émergent de la surface dans la partie méridionale du lac. Il est accessible depuis Plaine Joux par le chemin des Parchets. Cinq blocs émergent le long de la rive du lac.

### Géologie
Le lac se situe dans un vaste champ d'éboulis s'étendant depuis Chedde jusqu'à Servoz, à proximité de l'Arve. Les roches affleurant autour du lac, et notamment celles émergeant du lac, proviennent des crêtes des rochers des Fiz constitués de couches marno-calcaires appartenant aux nappes des Chaînes subalpines,. Seul le sommet de la série, depuis l'Hauterivien jusqu'à l'Oligocène, affleure tandis que les couches les plus jeunes (Toarcien à Valanginien) ainsi que le contact avec le socle schisteux du Viséen sont recouverts par l'immense cône d'éboulis.

### Hydrologie
Le lac, situé au milieu d'une forêt de conifère, ne possède pas d'affluents et est surtout alimenté par les eaux d'infiltrations circulant à travers le karst des rochers des Fiz avant de réapparaitre sous la forme de source sous-lacustre. Cette absence d'affluent explique aussi la transparence de l'eau permettant de voir le fond du lac. Celui-ci est surtout pierreux à limoneux et dépourvu de végétation à l'exception de cyanobactéries.
Le lac ne bénéficiait initialement pas d'un exutoire et les variations du niveau lacustre entrainait des inondations en aval qui facilitaient des glissements de terrain. Pour pallier ce problème, un torrent a été aménagé en 1972 qui dévie les eaux vers le nant Blanc, affluent de l'Arve. Le niveau du lac a été rehaussé d'environ 1 m à la suite de ces travaux d'aménagement et ses fluctuations ont été réduites à quelques décimètres.

## Histoire

### Écroulement du Dérochoir
La formation du lac serait rattachée à l'écroulement du Dérochoir qui s'est produit en 1471,,. Cet écroulement bloqua l'Arve et entraina l'inondation de Servoz où persista le lac de Saint-Michel qui se vida au XVIIIe siècle. À la suite de l'écroulement, le terrain, alors non stabilisé, a continué à se mouvoir par reptation sur plusieurs siècles et le lac s'est formé dans l'une des dépressions formées par effet de loupe (glissement rotationnel) au sein des éboulis.
D'autres écroulements se sont produits par la suite et ont contribué à façonner le site du lac Vert. Le plus important est celui du 12 août 1751 qui fut décrit par Vitaliano Donati pour le roi de Sardaigne Charles-Emmanuel III et dont l'origine est attribuée à la fracturation profonde des roches et aux infiltrations des eaux de pluie et de fonte. La poussière dégagée par l'écroulement était si importante que les habitants de la vallée crurent à une éruption volcanique. Son volume est alors estimé à environ 20 millions de m3 qui se serait détaché de la paroi à l'ouest de la pointe du Marteau. Des glissements de terrain se sont ensuite succédé dans cette masse éboulée en 1837, 1852 et 1853, et dont le premier combla le lac de Chedde.

### Légende
Selon la légende rapportée par l'abbé André Vuillermoz dans sa nouvelle Le Chamois blanc et le lac vert tirée du livre Bestiaire insolite, il est possible d'apercevoir bouger, certains soirs de pleine lune, une forme ressemblant à un chamois tout blanc, qui aurait été tué il y a longtemps par un chasseur de Chamonix. Après la mort de l'animal la bonne Dame de la Montagne serait apparue et aurait versé une larme verte comme l'émeraude légendaire qui dort dans la profondeur des glaciers. Cette larme finit par recouvrir complètement le corps de l'animal et donna dorénavant à l'eau du lac sa couleur particulière. Certains soirs d'hiver sur la glace gelée se « profile impalpablement » la forme du petit animal et « une plainte à peine perceptible » semble monter du lac.

## Environnement, faune et flore

### Faune
Le lac est fréquenté par l'aigle royal.
Des libellules remarquables comme la libellule émeraude (Somatochlora alpestris) et l'æschne des joncs, (Aeshna juncea) sont présentes.

## Activités
Le tourisme et le vieillissement menacent aujourd'hui les arbres bordant le lac, des plantations et l'aménagement d'un sentier sur des passerelles en bois ont donc été effectuées par l'ONF pour y remédier.
En raison d'une surfréquentation automobile autour du lac Vert, la municipalité de Passy décide en août 2020 d'interdire le stationnement sur le parking jouxtant le restaurant et sur la route menant au lac Vert. L'interdiction est effective durant la saison estivale 2021 entre la fin juin et la fin août et une navette effectue la liaison entre le parking de Plaine-Joux et le site du lac Vert. 14 757 personnes sont ainsi transportées en 2021.

## Dans la culture
Le lac Vert est le décor du lac sacré abritant la Dame du Lac dans la série télévisée Kaamelott.